# سيدني سميث (لاعب كرة قدم)
سيدني سميث (بالإنجليزية: Sydney Smith)‏ (25 نوفمبر 1875 بليفربول في المملكة المتحدة - ) هو لاعب كرة قدم بريطاني (وحمل سابقاً جنسية المملكة المتحدة لبريطانيا العظمى وأيرلندا) في مركز الهجوم. لعب مع نادي ليفربول.